# (74012) 1998 FP108
(74012) 1998 FP108 – planetoida z pasa głównego asteroid okrążająca Słońce w ciągu 3,61 lat w średniej odległości 2,35 j.a. Odkryta 31 marca 1998 roku.